# Pheidole quadriprojecta
Pheidole quadriprojecta är en myrart som beskrevs av Smith 1947. Pheidole quadriprojecta ingår i släktet Pheidole och familjen myror. Inga underarter finns listade i Catalogue of Life.